# 大東部大區
大东部（法語：Grand Est）是法国的大區之一，由阿爾薩斯、香檳-阿登、洛林3個大區合併而成，於2016年1月1日正式成立、同年9月28日改用現名。

## 建成历史
2014年，法国政府开始谋划行政区划改革方案，最终确定合併阿爾薩斯、香檳-阿登和洛林三個大區。
2016年1月1日，新的大区成立。并启用臨時名稱「阿爾薩斯-香檳-阿登-洛林」（法語：Alsace-Champagne-Ardenne-Lorraine）
2016年7月1日由地方議會決定改為「大东部」
2016年9月28日，"大东部"一名正式通过法国最高行政法院批准。

## 名稱
大东部原名"阿尔萨斯-香槟-阿登-洛林"，由原來三個大區：阿爾薩斯、香檳-阿登和洛林的稱謂合併而來。
事实上，法国地理学当中的"大东部"亦包括了勃艮第-弗朗什-孔泰地区。

## 地理

### 行政区划
| 编号 | 省份                | 省会              | 区 | 县 | 市镇 |
| ---- | ------------------- | ----------------- | -- | -- | ---- |
| 08   | 阿登省（Ardennes）          | 沙勒维尔-梅济耶尔 | 4  | 19 | 452  |
| 10   | 奥布省（Aube）          | 特鲁瓦            | 3  | 17 | 431  |
| 51   | 马恩省（Marne）          | 香槟沙隆          | 4  | 23 | 616  |
| 52   | 上马恩省（Haute-Marne）        | 肖蒙              | 3  | 17 | 427  |
| 54   | 默尔特-摩泽尔省（Meurthe-et-Moselle） | 南锡              | 4  | 23 | 592  |
| 55   | 默兹省（Meuse）          | 巴勒迪克          | 3  | 17 | 499  |
| 57   | 摩泽尔省（Moselle）        | 梅斯              | 5  | 27 | 727  |
| 67   | 下莱茵省（Bas-Rhin）        | 斯特拉斯堡        | 5  | 23 | 514  |
| 68   | 上莱茵省（Haut-Rhin）        | 科尔马            | 4  | 17 | 366  |
| 88   | 孚日省（Vosges）          | 埃皮纳勒          | 3  | 17 | 507  |

### 大都会、城市、城郊 共同体
| 共同体                                              | 省份            | 类型   | 市镇 | 人口(2015) |
| --------------------------------------------------- | --------------- | ------ | ---- | ---------- |
| 斯特拉斯堡欧洲大都会（Eurométropole de Strasbourg）                            | 下莱茵省        | 大都会 | 33   | 491,409    |
| 大兰斯（Grand Reims）                                          | 马恩省          | 城市   | 143  | 294,724    |
| 米卢斯-阿尔萨斯（Mulhouse Alsace）                                 | 上莱茵省        | 城郊   | 39   | 272,985    |
| 大南锡都会区                                        | 默尔特-摩泽尔省 | 大都会 | 20   | 256,558    |
| 梅斯（Metz）                                            | 摩泽尔省        | 大都会 | 44   | 220,593    |
| 特鲁瓦-香槟（Troyes Champagne）                                     | 奥布省          | 城郊   | 81   | 169,663    |
| 阿登（Ardenne）                                            | 阿登省          | 城郊   | 61   | 125,076    |
| 科尔马（Colmar）                                          | 上莱茵省        | 城郊   | 20   | 113,975    |
| 埃皮纳勒（Épinal）                                        | 孚日省          | 城郊   | 78   | 111,929    |
| 阿格诺（Haguenau）                                          | 下莱茵省        | 城郊   | 36   | 95,800     |
| 香槟-沙隆（Châlons-en-Champagne）                                       | 马恩省          | 城郊   | 46   | 80,835     |
| 法兰西门-蒂永维尔（Portes de France-Thionville）                               | 摩泽尔省        | 城郊   | 13   | 78,892     |
| 福尔巴克-法兰西门（Forbach Porte de France）                               | 摩泽尔省        | 城郊   | 21   | 78,290     |
| 圣路易（Saint-Louis）                                          | 上莱茵省        | 城郊   | 40   | 77,647     |
| 孚日圣迪耶（Saint-Dié-des-Vosges）                                      | 孚日省          | 城郊   | 77   | 76,363     |
| 芬什河谷（Val de Fensch）                                        | 摩泽尔省        | 城郊   | 10   | 69,926     |
| 萨尔格米讷汇流（Sarreguemines Confluences）                                  | 摩泽尔省        | 城郊   | 38   | 65,661     |
| 隆维（Longwy）                                            | 默尔特-摩泽尔省 | 城郊   | 21   | 60,544     |
| 圣迪济耶，代尔和布莱斯（Saint-Dizier Der et Blaise）                          | 上马恩省        | 城郊   | 60   | 59,442     |
| 圣阿沃尔德动力（Saint-Avold Synergie）                                  | 摩泽尔省        | 城郊   | 41   | 53,807     |
| 埃佩尔奈，香槟丘和平原（Épernay, Coteaux et Plaine de Champagne）                          | 马恩省          | 城郊   | 47   | 48,623     |
| 肖蒙，诺让盆地和博洛涅、维尼奥里、弗龙克勒盆地 （Chaumont, du Bassin Nogentais et du Bassin de Bologne Vignory Froncles） | 上马恩省        | 城郊   | 63   | 45,459     |
| 巴勒迪克-南默兹（Bar-le-Duc - Sud Meuse）                                 | 默兹省          | 城郊   | 33   | 35,661     |
| 大凡尔登（Grand Verdun）                                        | 默兹省          | 城郊   | 26   | 28,636     |

### 地形
大东部境内地形多样。根据其地貌景观特征，大东部大致可分为三个区域：西侧以平原和浅丘为主，地势起伏较缓；中部为孚日山区及洛林高原，海拔相对较高，最高点为1424米的大圆顶峰；东侧则为莱茵河冲积平原，地势平坦，人口密集。若细分则还可以分出更小的地形单元，比如西北部的阿登高原。

### 水文
大东部境内包括三大流域：西侧为塞纳河流域，主要包括塞纳河、马恩河等；中部为默兹河流域，其支流相对较少；东侧为莱茵河流域，主要包括莱茵河、摩泽尔河、默尔特河等。有时默兹河亦可看做是莱茵河的一条支流。

### 气候
除孚日山区外，大东部地区总体属于温带海洋性气候，其海洋性特征由西向东逐渐减弱。其中孚日山以东的地区因远离海岸线，且冬季易受到来自东北地区的大陆性气流影响，故而呈现出较强的大陆性特征。

### 植被
大东部境内的森林主要分布在孚日山区、阿登高原及兰斯山等地。

## 歷史

十八世紀大东部的各行省分布

## 经济
大东部境内大致可分为四个经济板块：
- 外巴黎经济区：位于大东部的西侧，以兰斯为中心，受巴黎辐射较为明显。特别是法国高速铁路东线开通以后，巴黎和兰斯间的旅行时间缩短至45分钟，兰斯已成为法兰西岛大区外距离巴黎旅行时间最短的大城市。而香槟沙隆和特鲁瓦也属于是广义上的大巴黎卫星城。

- 默兹河流域：沿默兹河分布，包括默兹省、上马恩省及孚日省的部分地区。这一地区普遍缺乏传统的工业基础，经济较为落后，人口稀疏且外流现象较为严重。

- 洛林走廊：沿南锡—梅斯—蒂永维尔—色当一线分布，这一地区历史上因煤炭资源丰富而工业发达，但随着资源的枯竭及全球能源结构的调整，这一地区工业出现了较为严重的经济衰退，并曾于20世纪60年代爆发了洛林钢铁危机（法語：Crise de la sidérurgie dans le bassin lorrain），现已有所缓解。

- 莱茵河走廊：即莱茵河西岸地区，包括斯特拉斯堡、米卢斯等城市。这一地区经济发达，人口稠密，且得益于其靠近边境的地理位置和莱茵河黄金水道，故而国际性的经济交流与合作较为广泛。斯特拉斯堡被称为"欧洲第二首都"，包括欧洲议会和欧洲委员会在内的多个欧盟机构均设立于此。

## 交通
法国高速铁路东线是一条法国重要的高速铁路，该铁路西起巴黎，东至斯特拉斯堡，在大东部境内设有3个站点：香槟-阿登TGV站、默兹TGV站和洛林TGV站。
大东部境内有两个民用机场：南锡-梅斯机场和斯特拉斯堡机场；此外香槟沙隆南侧也有巴黎瓦特里机场，用于货运。

## 教育
大东部境内主要包括四个公立大学：
- 兰斯大学
- 斯特拉斯堡大学
- 洛林大学
- 米卢斯大学

## 葡萄酒
大东部境内包括两个法国重要的葡萄酒产区：香槟和阿尔萨斯。此外，洛林高原西侧也有少量酒庄分布。